# طرح روبانی

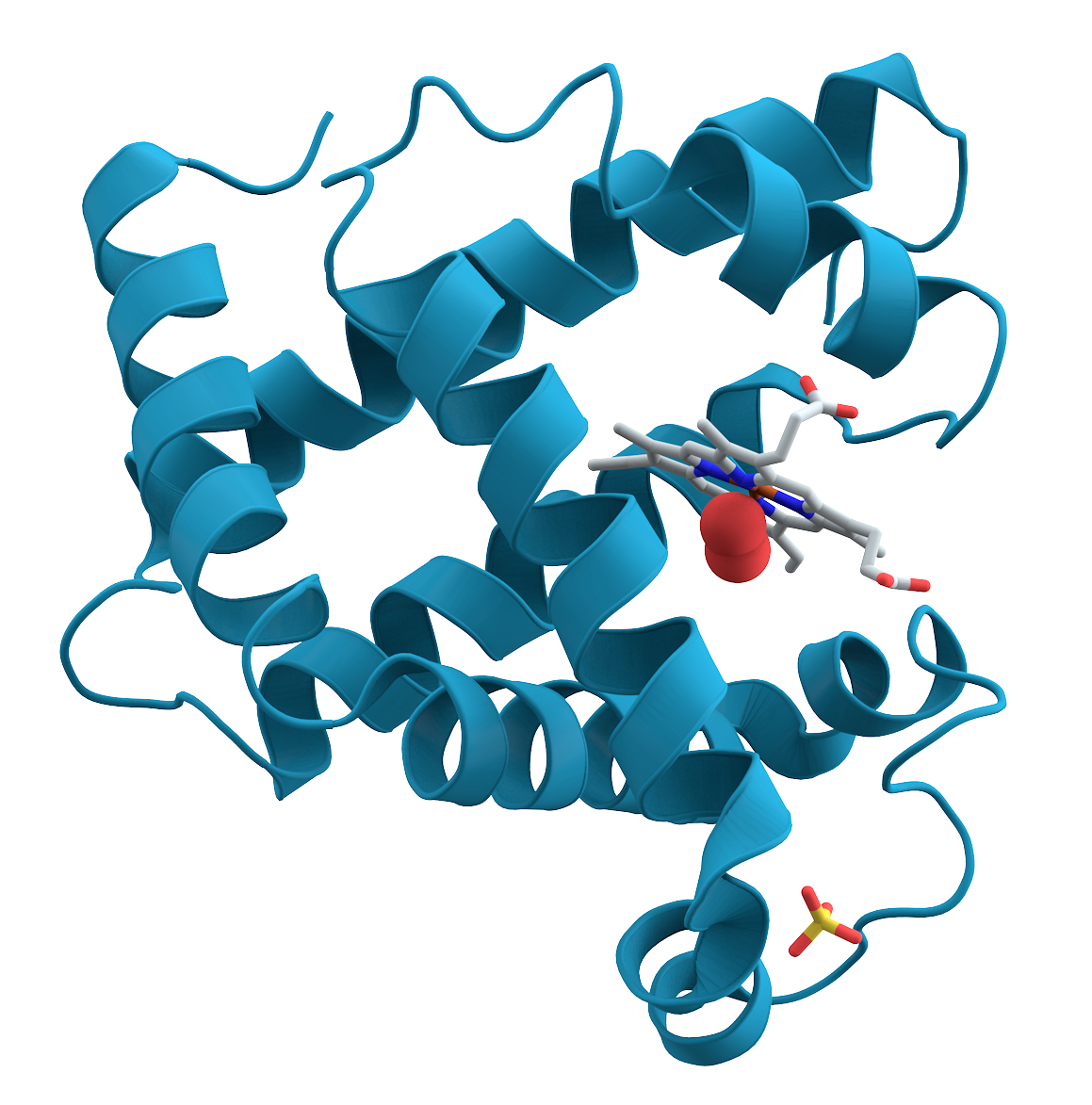
طرح روبانی میوگلوبین متصل به هم (میله‌ها) و اکسیژن (کره‌های قرمز)

طرح‌های روبانی (به انگلیسی: Ribbon diagram)، همچنین به عنوان طرح‌های ریچاردسون (به انگلیسی: Richardson diagram) شناخته می‌شوند، نمایش شماتیک سه بعدی از ساختار پروتئین هستند و یکی از رایج‌ترین روش‌های نمایش پروتئین است که امروزه استفاده می‌شود. روبان مسیر کلی و آرایش ستون فقرات پروتئین را به صورت سه بعدی نشان می‌دهد و به عنوان یک چارچوب بصری برای متصل‌کردن جزئیات ساختار اتمی کامل-مانند توپ‌های اتم اکسیژن متصل به محل فعال میوگلوبین در تصویر مجاور-عمل می‌کند. تجسم طرح‌های روبانی با درون یابی یک منحنی صاف از طریق ستون فقرات پلی‌پپتیدی ایجاد می‌شوند. مارپیچ‌های آلفا به صورت نوارهای مارپیچ یا لوله‌های ضخیم، صفحات بتا به شکل فلش، و سیم پیچ‌ها یا حلقه‌های غیر تکراری به عنوان خطوط یا لوله‌های نازک نشان داده می‌شوند. جهت زنجیره پلی‌پپتیدی به صورت موضعی با فلش‌ها نشان داده می‌شود و ممکن است به‌طور کلی با یک سطح شیب دار رنگی در طول نوار نشان داده شود.
طرح‌های نواری، ساده و در عین حال قدرتمند هستند و مبانی بصری ساختار مولکولی (پیچش، تا خوردگی و باز شدگی) را بیان می‌کنند. این روش با موفقیت آرایش کلی ساختارهای پروتئینی را به تصویر کشیده‌است که ماهیت سه بعدی آنها را منعکس می‌کند و امکان درک بهتر این اجسام پیچیده را هم توسط متخصصان زیست‌شناسی ساختاری و هم توسط دانشمندان، دانشجویان، و عموم مردم فراهم می‌کند.